# Raúl García (bokser)
Raúl García (ur. 10 września 1982) – meksykański bokser, były zawodowy mistrz świata IBF i WBO w kategorii słomkowej.
Zawodową karierę rozpoczął w lipcu 2004. Do końca 2007 stoczył 22 zwycięskie pojedynki z mało znanymi pięściarzami. 29 lutego 2008 w pojedynku eliminacyjnym IBF pokonał na punkty po jednogłośnej decyzji sędziów swojego rodaka Ronalda Barrerę i stał się oficjalnym pretendentem do tytułu mistrza świata. 14 czerwca 2008 pokonał na punkty dotychczasowego mistrza IBF Florante Condesa (mimo iż w ostatniej, 12 rundzie leżał na deskach) i zdobył pas mistrzowski. 13 września tego samego roku pokonał na punkty Wenezuelczyka Jose Luisa Varelę. Trzy miesiące później doszło do walki rewanżowej obu pięściarzy - po jednostronnym pojedynku ponownie na punkty wygrał Meksykanin (w jedenastej rundzie Varela był liczony).
W swojej trzeciej obronie mistrzowskiego tytułu, 11 kwietnia 2009 roku, po raz drugi pokonał Ronalda Barrerę - tym razem przez techniczny nokaut w szóstej rundzie. 22 sierpnia 2009 roku pokonał decyzją większości na punkty Sammy'ego Gutiérreza. Początkowo spiker ogłosił remis, jednak wkrótce wynik został zweryfikowany jako zwycięstwo Garcíi w stosunku 116-112, 115-113 i 114-114. Była to trzecia walka tych zawodników, poprzednie zakończyły się remisem (2006) i niejednogłośnym zwycięstwem Garcíi na punkty.
Tytuł mistrza świata IBF stracił 26 marca 2010, przegrywając zdecydowanie na punkty z Nkosinathim Joyi.